# Родригес, Виктор (испанский футболист)
Ви́ктор Родри́гес Роме́ро (исп. Víctor Rodríguez Romero; род. 23 июля 1989, Сабадель, Каталония, Испания) — испанский футболист, полузащитник.

## Биография

### Клубная карьера
Воспитанник испанских клубов «Барселона» и «Бадалона», в последнем из которых и начал профессиональную карьеру в 2009 году. В составе «Бадалоны» Родригес провёл три сезона и сыграл 85 матчей в Сегунде B. Летом 2012 года подписал контракт с клубом высшей лиги Испании «Реал Сарагоса», в котором сразу же стал игроком основного состава. Тем не менее, по итогам сезона 2012/13 «Сарагоса» покинула высший дивизион. Отыграв за клуб ещё один сезон в Сегунде, вернулся в Примеру, где подписал контракт с «Эльче», где также являлся игроком основного состава, но по окончании сезона 2014/15, занявший 13-е место «Эльче» был понижен в Сегунду по финансовым причинам. Следующий сезон Родригес провёл в аренде в клубе высшей лиги «Хетафе». В сезоне 2016/17 выступал за «Спортинг Хихон».
2 августа 2017 года Родригес подписал контракт с клубом MLS «Сиэтл Саундерс». В американской лиге дебютировал 23 августа в матче против «Ванкувер Уайткэпс». В матче против «Ванкувер Уайткэпс» 27 сентября забил свой первый гол за «Сиэтл Саундерс». Первые два месяца сезона 2018 пропустил из-за растяжения связок правого колена. 10 ноября 2019 года в финале Кубка MLS, в котором «Сиэтл» обыграл «Торонто» со счётом 3:1, забил второй гол своей команды и был назван самым ценным игроком матча. По окончании сезона 2019 Родригес покинул «Сиэтл Саундерс».
30 января 2020 года Родригес вернулся в «Эльче».

### Карьера в сборной
Принял участие в двух товарищеских матчах неофициальной сборной Каталонии: в 2015 году против сборной Страны Басков и в 2016 против сборной Туниса.

## Достижения
Командные
 «Сиэтл Саундерс»
- Чемпион MLS (обладатель Кубка MLS): 2019

Индивидуальные
- Самый ценный игрок Кубка MLS: 2019